# Selkämatala (udde)
Selkämatala är en udde i Finland. Den ligger i Lumijoki i landskapet Norra Österbotten, i den centrala delen av landet, 500 km norr om huvudstaden Helsingfors.
Terrängen inåt land är mycket platt. Havet är nära Selkämatala åt nordost.